# Анджелин
Анджели́н (англ. Angelyne; урождённая Рония Тамар Голдберг, 2 октября 1950, Хмельник, Польша) — американская певица, актриса, медиаперсона и модель, получившая известность в 1984 году после появления серии культовых рекламных щитов с надписью «Angelyne» — в Лос-Анджелесе и его окрестностях — и изображением самой девушки в провокационных позах. Событие привлекло внимание местных СМИ, и вскоре Анджелин получила несколько предложений о интервью в журналах, ролях в кино и выступлениях на телевидении. Помимо яркой внешности, основной изюминой её образа стал розовый Corvette. Впоследствии рекламные щиты с её изображением фигурировали в нескольких фильмах и телесериалах, в том числе во вступительных титрах «Детективного агентства „Лунный свет“», а также в таких шоу, как «Симпсоны», «Футурама» и «Конь БоДжек». Анджелин также была известна тем, что долгое время скрывала свое настоящее имя, возраст и происхождение от общественности.
В 1978 году Анджелин присоединилась к панк-рок-группе Baby Blue, которую возглавлял её бойфренд, много выступавшую в местных клубах, но так и не добившуюся популярности. В 1982 году девушка записала свой дебютный одноимённый альбом, для продвижения которого выпускались откровенные постеры с её изображением. После запуска масштабной рекламной кампании по раскрутке её медийного образа, в феврале 1984 года, она начала работу над своей второй пластинкой, которая вышла спустя два года под названием Driven to Fantasy. До конца десятилетия Анджелин снялась в нескольких художественных фильмах, самые известные из которых — «Земные девушки легко доступны» (1988), «Опасная любовь» (1988) и «Гомер и Эдди» (1989).
В 2003 году Анджелин баллотировалась на пост губернатора Калифорнии, заняв 29-е место из 135 кандидатов. Во время предвыборной кампании модель выступала под лозунгом «У нас был серый, у нас был коричневый, теперь пришло время для светлого и розового». Также занималась живописью, организовав несколько персональных художественных выставок в Лос-Анджелесе.
Анджелин была кандидатом на выборах губернатора Калифорнии 2021 года, баллотировавшись как независимый кандидат и заняв 18-е место (самый высокий показатель среди самовыдвиженцев).

## Биография

### Ранняя жизнь
Настоящее имя и происхождение Анджелин стали достоянием общественности после выхода статьи Гэри Баума в журнале The Hollywood Reporter, в 2017 году. В статье цитируются общедоступные записи, доказывающие, что будущая светская львица родилась в Польше под именем Рония Тамар Гольдберг в семье жертв Холокоста, вернувшихся на родину после освобождения из немецких нацистских концлагерей в Скаржиско-Каменне, а затем переехавших в Израиль, прежде чем иммигрировать в Соединенные Штаты. Семья Анджелин поселилась в лос-анджеллеском районе Фэрфакс, где она стала известна под именем Рене Тами Голдберг. Девушка окончила среднюю школу имени Джеймса Монро и рано вышла замуж.

### Карьера
В 1978 году Анджелин присоединилась к группе Baby Blue, лидером которой был её тогдашний бойфренд. Они выступали в местных клубах, однажды отыграв шоу на разогреве у группы The Screamers в Whisky a Go Go. Репетиции коллектива проходили в панк-клубе The Masque. В 1978 году Baby Blue выпустили сингл «Rock n' Roll Rebel» с би-сайдом «Fantasy Man». Запись была выпущена в Англии небольшим тиражом — 1000 копий.
Группа не привлекала особого внимания СМИ, поэтому было решено начать рекламироваться при помощи постеров с откровенными изображениями Анджелин, которые расклеивали по всему городу. В 1979 году был выпущен сингл «Too Much to Touch» под вывеской Angelyne, также раскручиваемый при помощи афиш и листовок с изображением девушки.
В 1982 году Анджелин выпустила одноимённый дебютный альбом на независимом лейбле Erika Records. 12-дюймовый иллюстрированный винил содержал 11 песен, в том числе два варианта «Sexy Stranger», кавер-версию хита Элвиса Пресли «Teddy Bear» и ведущий сингл «Kiss Me LA». Для продвижения пластинки постеры расклеивали на автобусных остановках. В июле 1983 года Erika Records выпустил еще один сингл певицы, «My List», сняв в его поддержку видеоклип.
По словам Анджелин, она познакомилась с предпринимателем Хьюго Майсником (создателем Hugo’s Amazing Tape) в 1982 году, владельцем местного полиграфического бизнеса. Охарактеризованный биографами как «очень эксцентричный» и «скучающий пранкер», Майсник, по словам близких, очень быстро разглядел потенциал в использовании сексуального образа Анджелин и придумал её раскрутку при помощи наружной рекламы. В 1984 году на бульваре Сансет появился первый рекламный щит с изображением Анджелин и надписью «Angelyne Rocks». Дочь Майсника, Кэтрин Зальцберг, написала пьесу «одного актёра» «Лос-Анджелин» о своем опыте взросления в тени рекламных щитов с изображением звезды.
В 1986 году был выпущен второй альбом Анджелин — Driven to Fantasy — на её собственном лейбле Pink Kitten. Позднее в Италии состоялся релиз обновлённой версии пластинки на розовом виниле. В июне 1987 года на углу Голливуд и Вайн появилась 85 футовая фреска с изображением Анджелин, нарисованная на стене здания. Проект был профинансирован менеджером певицы за 22 000 долларов. В том же году ее подруга Нина Хаген организовала запись Анджелин с Майклом «Доком» Доско, который ранее работал с Хаген над ее альбомом Nina Hagen in Ekstasy. Он сочинил и спродюсировал несколько песен, в том числе «Animal Attraction», которая вошла в саундтрек фильма «Земные девушки легко доступны» режиссёра Джулиана Темпла, где Анджелин сыграла саму себя (за эту роль была номинирована на антипремию «Золотая малина» в категории Худшая женская роль второго плана). Сингл был выпущен в 1988 году с ремиксами итальянского продюсера Пино Тома. Позже Хаген упомянула Анджелин в своей песне «Super Freak Family», также её голос можно услышать в композиции «Pillow Talk».
В 1995 году вышел чёрно-белый документальный фильм «Анджелин» режиссёра Робинсона Девора. Примерно в тот же период изображение девушки красовалось на более чем двухстах рекламных щитах по всему Лос-Анджелесу.
В 1997 году Анджелин запустила собственный веб-сайт, на котором предлагала экскурсии по бульвару Сансет и Голливуду. В 1998 году был выпущен экспериментальный фильм «The Angelyne Dream Experience» Дэна Капеловица, который также работал над её мини-альбомом Beauty & the Pink. В короткометражном фильме с элементами психоделии певица едет по улицам Лос-Анджелеса, приветствует своих поклонников и рассказывает о внетелесном опыте. В том же году Анжелин предприняла ещё одно художественное начинание и начала писать автопортреты. С тех пор у неё прошло несколько успешных художественных выставок.
Будучи кандидатом в городской совет Голливуда в 2002 году, на фоне возможного отделения от Лос-Анджелеса, годом позже Анджелин выдвинула свою кандидатуру на пост губернатора Калифорнии. Она заняла 28-е место среди 135 кандидатов (набрав 2536 голосов). В преддверии выборов модель выступала под лозунгом «У нас был серый, у нас был коричневый, теперь пришло время для светлого и розового». Талисманом Анджелин была розовая мальтийская болонка по имени Будда.
В июле 2013 года Анджелин подписала контракт с дизайнером Майклом Кулувой, став лицом ограниченной серии футболок линии одежды под названием Tumbler and Tipsy.
В апреле 2021 года Анджелин объявила о планах вновь баллотироваться на пост губернатора Калифорнии. Тем не менее, не был достигнут 50-процентный порог для отставки действующего губернатора. Анджелин набрала 0,5 % голосов.

## В популярной культуре
В 2020 году было объявлено о начале съёмок одноимённого мини-сериала основанного на биографии Анджелин, с актрисой Эмми Россум в главной роли. Исполнительным продюсером сериала выступила сама Анджелин, шоураннером — Нэнси Оливер. Первый трейлер проекта был выпущен в апреле 2020 года. Тем не менее съёмки пришлось приостановить из-за пандемии COVID-19. Премьера сериала состоялась на стриминговом сервисе Peacock в мае 2022 года. Рейтинг сериала на портале Rotten Tomatoes составляет 82 % на основе 17 отзывов, со средней оценкой 8,6/10. Средняя оценка проекта на сайте-агрегаторе Metacritic составляет 73 балла на основе 13 рецензий, что приравнивается к «в целом положительным отзывам». В рецензии Газеты.ру сыгравшую главную роль Эмми Россум назвали настоящей «эквилибристкой, балансирующей между карикатурностью, высокомерием, тщеславием, хрупкостью и даже невинностью своей героини» отметив, что выбор этой актрисы на главную роль — «первое из череды удачных решений» команды продюсеров проекта. Также в статье отмечалось, что Анджелин почти за 30 лет до того, как это стало мейнстримом, определила тренд на ничем не подкреплённую славу, впоследствии развитое такими медийными звёздами, как Пэрис Хилтон и Ким Кардашьян («всё это [шумиха вокруг персоны Анджелин] напоминает эпизод из реалити-шоу семьи Кардашьян»).

## Дискография

### Альбомы
- Angelyne[англ.] (1982)
- Driven to Fantasy[англ.] (1986)
- Beware My Bad Boyfriend (не был выпущен)
- Beauty & the Pink[англ.] (2000)

### Сборники
- Eargasmmm (2019)

### Синглы
- «Rock n' Roll Rebel / Fantasy Man» (1978)
- «Too Much to Touch / Mystified» (1979)
- «Too Much to Touch / Emotional» (1981)
- «Kiss Me L.A.» (1982)
- «My List / Skin Tight» (1983)
- «Flirt / Dreamin' About You» (1986)
- «Animal Attraction» (1988)
- «I'm So Lucky» (2003)
- «Heart» (2017)
- «Sexy Heart» (2017)

## Фильмография
| - «Призрак рая» (1974) - «Дикая вечеринка» (1975) - «Can I Do It… 'Til I Need Glasses?» (1977) - «Фриско Кид» (1979) - «Земные девушки легко доступны» (1988) - «Опасная любовь» (1988) - Сейф и кулак (1989) - Гомер и Эдди (1989) - «Вампиры с пляжа Малибу» (1991) - «Достать коротышку» (1995) - «The Angelyne Dream Experience» (1998) - «Wild Horses» (1998) - «Андеграундная комедия» (1999) - «Flies on Cupid» (2000) - «King of Hollywood» (2008) - «Place Like Home» (2012) - «Running Wild» (2013) - «Горе-творец» (2017) - Thicke of the Night (1983) - The Tube (1985) - Truth or Consequences (1987) - Tommy’s Hollywood Report (1987) - Hot Seat (10 октября 1987) - The Evening Magazine (июль 1988) - USA Up All Night (1991) - Hollywood Women (1994) - Angelyne (1995) - Boulevard of Dreams (1996) - Nina Hagen = Punk + Glory (1999) - The Roseanne Show (22 марта 2000) - Cleavage (2002) - Alaska y Mario (2012) | - «My List» — Angelyne — Steve Lomas Productions (c1982) - «Jimmy Mack» — Шина Истон (1985) - «Right on Track» — Breakfast Club (1987) - «I Can Take Care of Myself» — Билли Вера (1987) - «City Life» — Тонио Кей (1988) - «This Note’s for You» — Нил Янг (1989) - «Without You» — Mötley Crüe (1990) - «The I.N.C. Ride» — Masta Ace Incorporated (1995) - «We Are All Made of Stars» — Moby (2002) - «Pink Christmas» — Slink (2014) - «Dionysus» — Mikhail Tank (при участии Анджелин в роли Афродиты, богини любви) (2015) - «Sunshine Sunshine Santa Claus» — Nikki & Candy (2015) - «Mirror Mountain» — Mini Mansions (2015) - «Give Up The Wheel» — Stray Echo (2017) - «Cell» — Fukushima Daisies (2019) - «Running Red Lights» — The Avalanches (2020) - «Детективное агентство „Лунный свет“» (1986) - «The Jigsaw Murders» (1989) - «Tax Season» (1989) - «Another You» (1991) - «Плыви по течению» (1992) - «Джимми-Голливуд» (1994) - «Достать коротышку» (1995) - «Фанат» (1996) - «Вулкан» (1997) - «8 миллиметров» (1999) - «Послезавтра» (2004) - «Ноториус» (2009) - «Рок на века» (2012) - «За канделябрами» (2013) - «Терминатор: Генезис» (2015) |